# ماتي كوبيسكي
ماتي كوبيسكي هو لاعب كرة قدم سلوفاكي في مركز حراسة المرمى، ولد في 9 يونيو 1990 في نيترا في سلوفاكيا. لعب مع نادي نيترا.